# Striopulsellum striatinum
Striopulsellum striatinum är en blötdjursart som först beskrevs av Henderson 1920.  Striopulsellum striatinum ingår i släktet Striopulsellum och familjen Pulsellidae. Inga underarter finns listade i Catalogue of Life.